# Komárovce
Komárovce est un village de Slovaquie situé dans la région de Košice.

## Histoire
Première mention écrite du village en 1402.
La localité fut annexée par la Hongrie après le premier arbitrage de Vienne le 2 novembre 1938. En 1938, on comptait 496 habitants dont 4 d'origines juives. Elle faisait partie du district de Cserhát-Encs (hongrois : Cserhát-encsi járás). Le nom de la localité avant la Seconde Guerre mondiale était Komárovce/Komáróc. Durant la période 1938 - 1945, le nom hongrois Komaróc était d'usage. À la libération, la commune a été réintégrée dans la Tchécoslovaquie reconstituée.

## Démographie

### Évolution de la population
| Année:               | 1994. | 2004.    | 2014.   | 2024.    |
| -------------------- | ----- | -------- | ------- | -------- |
| Nombre de personnes: | 440   | 393      | 378     | 422      |
| Différence:          |       | -10,68 % | -3,81 % | +11,64 % |

| Année:               | 2023. | 2024.   |
| -------------------- | ----- | ------- |
| Nombre de personnes: | 412   | 422     |
| Différence:          |       | +2,42 % |